# Cistícola cuanegra

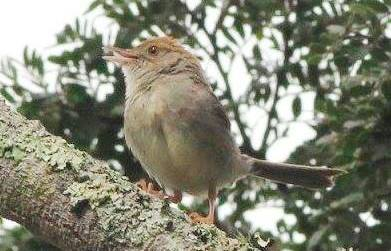
Fotografia de Maans Booysen, Birding Weto

El cistícola cuanegra (Cisticola melanurus) és una espècie d'ocell passeriforme de la família Cisticolidae pròpia d'Àfrica central.

## Hàbitat i distribució
L'hàbitat natural són la sabana seca i el fullatge d'arbres petits. S'alimenta en parella consumint insectes.
Tot i està amenaçada per pèrdua d'hàbitat, no hi ha prou dades per saber en exactitud el seu estat de conservació.
Es localitza en Angola i la República Democràtica del Congo.